# Невілл Гейз
Невілл Гейз (англ. Neville Hayes, 2 грудня 1943 — 28 червня 2022) — австралійський плавець.
Призер Олімпійських Ігор 1960 року.
Призер Ігор Співдружності 1962 року.